# Василенки (Калужская область)
Василенки — деревня в Перемышльском районе Калужской области России. Входит в сельское поселение «Деревня Григоровское».

## География
Расположена на берегах реки Свободь, в 19 километрах на юго-восток от районного центра — села Перемышль. Рядом деревня Акиньшино.

## Население
| 2002 | 2010 |
| ---- | ---- |
| 65   | ↗69  |

## История
В атласе Калужского наместничества, изданного в 1782 году, — Василенки, обозначена на карте и упоминается как деревня Лихвинского уезда

Деревня Василинки с пустошью, Глебова, Щербачева, Киреевского в бесспорном владении. На речке Солодовке на большой Калужской дороге…— Описания и алфавиты к Калужскому атласу Ч.2.
В 1858 году деревня (вл.) Василенки 2-го стана Лихвинского уезда, при речке Свабоде, 23 дворах и 153 жителях, на транспортном тракте из Калуги в Одоев.
К 1914 году Василенки — деревня Нелюбовской волости Лихвинского уезда Калужской губернии с собственной земской школой. В 1913 году население — 335 человек.
В годы Великой Отечественной войны деревня была оккупирована войсками Нацистской Германии с начала октября по конец декабря 1941 года. Освобождена в ходе Калужской наступательной операции частями 50-й армии генерал-лейтенанта И. В. Болдина.